# 弘前市立千年小学校
弘前市立千年小学校（ひろさきしりつ ちとせしょうがっこう）は、青森県弘前市大字小栗山字川合にある公立小学校。

## 沿革
- 1876年（明治9年）9月9日 - 松木平村に磨光小学開校。
- 1877年（明治10年）11月3日 - 松木平村53番地の畑地に校舎新築。
- 1892年（明治25年） - 磨光簡易小学校から磨光尋常小学校に改称。
- 1893年（明治26年）9月23日 - 千年村大字小栗山字芹沢23番地に校舎新築移転。
- 1923年（大正12年）3月31日 - 磨光・清水森・大和沢の3尋常小学校を合併吸収し、千年尋常小学校となる[1]。清水森・大和沢の両尋常小学校は千年尋常小学校の仮分教場になる。
- 1925年（大正14年）3月31日 - 新校舎落成。清水森仮分教場は廃止併合、大和沢仮分教場は大和沢分教場（本分教場）となる。
- 1941年（昭和16年）4月1日 - 国民学校令により、千年国民学校に改称。
- 1947年（昭和22年）
  - 4月1日 - 学制改革により、千年村立千年小学校と改称。同日、千年中学校を併設。
  - 7月28日 - 千年中学校が、改築校舎へ移転。
- 1955年（昭和30年）3月1日 - 市町村合併により、弘前市立千年小学校・中学校になる。
- 1958年（昭和33年）4月1日 - 大和沢分校が、独立し、弘前市立大和沢小学校となる。
- 1965年（昭和40年）4月1日 - 千年中学校が弘前市立第三中学校に統合[2]。
- 1974年（昭和49年） - 現校舎完成[3]。
- 1975年（昭和50年） - 現体育館完成[3]。

## 学区
松原西3丁目、広野全域、清水森、松木平、小栗山、原ケ平字奥野・字山中の一部・字山元、千年1～4丁目、原ケ平1～5丁目、富士見台2丁目

## 交通
- 弘南バス弘前駅 - 小栗山線「千年公民館前」停留所下車。
  - 本数は多いため、便利である。